# Kompatjärnen
Kompatjärnen är en sjö i Sundsvalls kommun i Medelpad och ingår i Ljungans huvudavrinningsområde. Sjöns area är 0,044 kvadratkilometer och den är belägen 372 meter över havet.